# Radio Wielkopolska
Radio Wielkopolska – lokalna rozgłośnia radiowa obejmująca swoim zasięgiem północną Wielkopolskę. Radio zainaugurowało działalność w październiku 2019. Radio prezentuje muzykę taneczną z lat 80, 90 i współczesną.  Nadaje na falach ultrakrótkich pięciu częstotliwościach oraz w internecie.